# Polystachya bicalcarata
Polystachya bicalcarata är en orkidéart som beskrevs av Friedrich Fritz Wilhelm Ludwig Kraenzlin. Polystachya bicalcarata ingår i släktet Polystachya och familjen orkidéer. IUCN kategoriserar arten globalt som sårbar. Inga underarter finns listade i Catalogue of Life.